# دود (کتاب)
دود (به روسی: Дым) ، نام یک کتاب ادبی است که توسط ایوان تورگنیف، نویسندهٔ اهل روسیه در سال ۱۸۶۷ نوشته شده‌است.این کتاب داستان رابطۀ عاشقانه بین یک جوان روسی با یک زن جوان متأهل روسی را نشان می دهد، نویسنده در ضمن داستان از روسیه و روس های آن دوره انتقاد می‌کند. این کتاب یکی از آثار مشهور ادبی جهان است. این کتاب را پری منصوری به فارسی ترجمه کرده است.